# Eden (New York)
Eden è un comune degli Stati Uniti d'America, situato nello Stato di New York, nella contea di Erie.